# Ptiloglossa aculeata
Ptiloglossa aculeata är en biart som beskrevs av Heinrich Friese 1904. Ptiloglossa aculeata ingår i släktet Ptiloglossa och familjen korttungebin. Inga underarter finns listade i Catalogue of Life.